# Бартенев, Сергей Иванович
Серге́й Ива́нович Барте́нев (19 января 1900, Большие Котюжены, Бессарабская губерния — 18 января 1966) — советский кинорежиссёр, организатор кинопроизводства.

## Биография
Родился 19 января 1900 года в селе Большие Котюжены Сорокского уезда Бессарабской губернии или в Аккерманском уезде той же губернии. В 1925 году окончил отделение внешних сношений факультета общественных наук Московского университета.
Трудовую деятельность начал с 1918 года инструктором, секретарём Губкома РКП(б), затем работал в Губернской чрезвычайной комиссии, заведующим Политпросветотделом Губкома РКСМ в Тамбове. В 1920—1921 годах — секретарь райкома РКСМ в Мариуполе. Член ВКП(б) с 1918 года.
В 1922—1924 годах — уполномоченный, старший инспектор, заведующий кооперативным отделом Московской Рабоче-Крестьянской инспекции, инструктор Наркомвнешторга СССР.
В 1924—1925 годах — заместитель директора кинематографической конторы «Кино—Москва», заместитель заведующего на одной из студий «Совкино». В 1925—1927 годах — заместитель директора киностудии «Узбекгоскино».
В 1927—1941 годах — заместитель заведующего технико-производственным отделом, заведующий производством, ассистент, режиссёр киностудии «Ленфильм»; в мае 1936 года был назначен художественным руководителем сектора цветного кино киностудии. Участвовал в создании кинофильмов «Новый Вавилон» (ассистент режиссёра) и «Пётр Первый» (2-я серия, второй режиссёр). Был близок к киномастерской ФЭКС. Кинофильм С. И. Бартенева «Очарованный химик» отделом Культпросветработы ЦК ВКП(б) был запрещён к выпуску на экран. 
В 1932—1934 годах — аспирант, старший научный сотрудник Института литературы и искусства Ленинградского отделения Коммунистической академии. Избирался членом Центрального бюро АРРК (1932) и Ленбюро АРРК. Входил в состав рецензентской бригады при ЛенАРРКа, которая давала развёрнутые рецензии на фильмы и сценарии на основе состоявшихся дискуссий в Ленинградском доме кино. Участвовал в работе секции киноведения Государственной академии искусствознания (ГАИС). Опубликованная совместно с М. К. Калатозовым в газете «Кино» 16 июня 1933 года статья «Образ и „драматургия“ в творчестве С. М. Эйзенштейна» положила начало полемики о формализме в кинематографе. В статье были подвергнуты разбору теоретические позиции Эйзенштейна, начиная с середины двадцатых годов, а сам режиссёр обвинён в «монтажном формализме».
В предвоенные и первые послевоенные годы работал по дубляжу российских фильмов на языки союзных республик. Участник Великой Отечественной войны: старший политрук (майор), агитатор политотдела 77 дивизии противовоздушной обороны 67-й армии Ленинградского фронта, лектор Дома Красной армии.
В 1946 году — режиссёр киностудии «Мосфильм». В 1947—1948 годах — уполномоченный Всесоюзного объединения по экспорту и импорту кинофильмов «Совэкспортфильм» в Аргентине. С 1949 года — режиссёр киностудии «Леннаучфильм».
Умер 18 января 1966 года.

## Фильмография

### Режиссёр
- 1930 — Двадцать два несчастья (совм. с С. А. Герасимовым, короткометражный)
- 1931 — Человек из тюрьмы / Человек за решёткой
- 1935 — Очарованный химик (не был завершён)
- 1940 — Райхан (совм. с М. З. Левиным)
- 1950 — Канин — полуостров / Полуостров Канин (документальный)
- 1957 — Возвращенный разум (документальный)
- 1957 — Наш лучший друг (документальный)
- 1957 — Правильно, Василий Иванович! (короткометражный)
- 1958 — Это очень серьёзно (короткометражный)
- 1960 — Последнее подполье Ленина (документальный)[27]
- 1961 — Наш современник (документальный)
- 1962 — Правда о Ксении Блаженной (документальный)
- 1965 — Петербургские годы (документальный)

### Сценарист
- 1928 — Нота на колёсах (короткометражный)

## Награды
- орден Красной Звезды (1944)[26]
- медаль «За оборону Ленинграда» (1942)[26]

## Комментарии
1. ↑  В имеющихся источниках местом рождения указано название несуществующего села «Качужамы-Мары» и «Кагужаны-Мары» Аккерманского уезда несуществующей Кишинёвской губернии. В генеалогических источниках Бартеневы (Бартеньевы) упоминаются в сёлах Котюжений-Марь (Сорокский уезд) и Балабанка Маре (Аккерманский уезд).